# باي جتك
الباي جتك  هو مجموعة من المغلفات لمكتبة الـ GUI لـلجتك+. الباي جتك هو من برمجيات حرة مرخص تحت رخصة جنو العمومية الصغرى. كاتب الباي جتك الاصلي هو مطور الجنوم البارز جايمس هينستريج. اليوم هناك ستة اشخاص في فريق التطوير الأساسي، بمشاركة عدة اشخاص اخرين قدموا رقع وتقارير اخطاء. اختير الباي جتك كبيئة مفضل للتطبيقات في نظام «حاسب منقول لكل طفل». المطورين والمهتمين يتواجدون في قناة #pygtk على "irc.gnome.org" في الـ IRC.

## تطبيقات مشهورة تستخدم الباي جتك
- مركب الاناكوندا
- البتورين
- سي أو دي
- ديلوج
- ايكزايل
- فلوموشن
- جي ديسكليتس
- جي إديت
- سودوكو(جنوم)
- قرامبس
- اي تاكا
- جوكوشر
- باي ميوسيق
- باي بليوقرافر
- كود ليبت
- روكس ديسكتوب
- روكس-فيلر
- ستوق
- وينف IDE

## وصلات خارجية
- باي جتك على موقع Open Hub (الإنجليزية)
- صفحة باي جتك الرئيسية
- الاسئلة والاجوبة
- دروس باي جتك